# بول ويلسون
بول ويلسون (بالإنجليزية: Paul Wilson)‏ هو كاتب أسترالي ومدرب، ألف حتى الآن 19 كتاب في التأمل ترجم بعضها إلى العربية والإيطالية والفرنسية والصينية.

## من كتبه
- الهدوء الدائم
- فن الهدوء
- كتاب الهدوءالصغير
- الهدوء في العمل
- أساليب الهدوء